# Membribe de la Sierra
Membribe de la Sierra – gmina w Hiszpanii, w prowincji Salamanka, w Kastylii i León, o powierzchni 46,53 km². W 2011 roku gmina liczyła 151 mieszkańców.